# Veľká Lúka (district de Zvolen)
Veľká Lúka (allemand : Großwiesen, hongrois : Nagyrét) est un village de Slovaquie situé dans la région de Banská Bystrica.

## Histoire
La première mention écrite du village date de 1281.

## Démographie

### Évolution de la population
| Année:               | 1994. | 2004. | 2014.    | 2024.    |
| -------------------- | ----- | ----- | -------- | -------- |
| Nombre de personnes: | 0     | 429   | 587      | 868      |
| Différence:          |       | –     | +36,82 % | +47,87 % |

| Année:               | 2023. | 2024.   |
| -------------------- | ----- | ------- |
| Nombre de personnes: | 878   | 868     |
| Différence:          |       | -1,13 % |